# 8317 Eurysaces
8317 Eurysaces este o planetă minoră (asteroid), cu un diametru de 26,21 km, din Asteroid troian al lui Jupiter. A fost descoperită pe 24 septembrie 1960 la Observatorul Palomar de Cornelis Johannes van Houten și a fost numită după Eurysaces⁠(d). 
Obiectul prezintă o orbită caracterizată de o semiaxă mare de 5,3001121 UAi, o excentricitate de 0,045, o înclinație de 0,94624 ° în raport cu ecliptica.